# 萨迪克·拉里贾尼
萨迪克·拉里贾尼（波斯語：‎；1961年3月12日—），伊朗神職人員、保守派政治家。現任確定國家利益委員會主席。
他的哥哥阿里·拉里贾尼是第五任伊斯蘭議會議長。他的岳父侯赛因·瓦希德·霍拉萨尼是現任庫姆神學院的首領。